# Скреб'янки
Скреб'янки (біл. вёска Скребянкі) — село в складі Червенського району Мінської області, Білорусь. Село підпорядковане Червенській сільській раді, розташоване в центральній частині області.